# The Linda Lindas
The Linda Lindas est un groupe de rock originaire de Los Angeles,. Le groupe exclusivement féminin comprend Bela Salazar, Eloise Wong et les sœurs Lucia et Mila de la Garza.

## Histoire
En janvier 2018, le père d'Eloise Wong, Martin Wong, est contacté par une connaissance, lui demandant si elle serait intéressée à jouer aux côtés de Kristin Kontrol (en) et d'un groupe d'« enfants inexpérimentés » pour une performance dans un festival de musique appelé Girlschool LA, après avoir vu des photos et des vidéos d'elle chantant à Save Music à Chinatown. Martin suggère ensuite Lucia et Mila de la Garza, filles de sa sœur Angelyn Wong et de son beau-frère Carlos de la Garza, car toutes les trois chantaient, dansaient et jouaient souvent ensemble depuis qu'elles étaient petites ; Carlos, propriétaire d'un studio dans la cour, prend le poste de deuxième entraîneur. Après que Kontrol ait recruté davantage d'enfants via les réseaux sociaux et que la première série de répétitions ait eu lieu, Wendy Lau, l'épouse d'Angelyn et Martin, contacte l'amie de la famille des filles, Bela Salazar, qui prend des cours de guitare, pour qu'elle se joigne à eux, pensant qu'ils avaient besoin de quelqu'un qui pouvait jouer d'un instrument. À l'origine, il s'agissait d'un projet ponctuel, mais quelques mois plus tard, Salazar est invitée à ouvrir un spectacle pour Frieda's Roses et engage Eloise, Lucia et Mila pour être son groupe d'accompagnement.
Sentant que le groupe a besoin d'un nom, Martin, qui a acheté un DVD du film japonais Linda Linda Linda de 2005, (à son tour nommé d'après la chanson des Blue Hearts Linda Linda (en)), suggère The Linda Lindas, se sentant que cela « ressemble à un groupe des années 50 mais pourrait aussi faire référence à une chanson punk japonaise ou à un film d'art, ou simplement signifier 'vraiment jolie' en espagnol », ce que les filles acceptent. À l'automne, elles jouent des concerts en matinée au Save Music à Chinatown aux côtés d'artistes tels que Phranc, les Dils, les Gears et les Alley Cats, et d'autres spectacles avec des groupes tels que Best Coast, Alice Bag et Bleached.
Après qu'Amy Poehler ait vu les Linda Lindas ouvrir pour Bikini Kill le 26 avril 2019 au Hollywood Palladium, elle leur demande d'enregistrer des chansons pour son film Moxie. En 2020, Linda Lindas écrit une chanson pour le documentaire Netflix The Claudia Kishi Club (en), intitulée Claudia Kishi, d'après le personnage nippo-américain de la série de romans d'Ann M. Martin (en) Les Baby-Sitters,.
En mai 2021, la bibliothèque publique de Los Angeles publie une vidéo du groupe jouant Racist, Sexist Boy lors d'un événement « TEENtastic Tuesdays ». La chanson parle d'une expérience vécue par Mila, la batteuse du groupe, lorsqu'un camarade de classe a fait un commentaire raciste avant la pandémie de COVID-19. La vidéo devient un succès viral sur les réseaux sociaux, gagnant les éloges de Tom Morello de Rage Against the Machine, de Flea des Red Hot Chili Peppers, de Thurston Moore, de Kathleen Hanna de Bikini Kill, de Kid Cudi, et de l'auteur Viet Thanh Nguyen, qui déclare : « Racist, Sexist Boy est la chanson dont nous avons besoin maintenant ». Le 22 mai 2021, Epitaph Records annonce avoir signé les Linda Lindas,.
Le 3 juin 2021, le groupe fait ses débuts télévisés en fin de soirée sur Jimmy Kimmel Live,. Le 21 juillet 2021, le groupe sort le single Oh! accompagné d'un clip vidéo. La chanson est également présentée dans la bande-annonce publiée pour la série Netflix Directrice, qui est publiée le même jour. La chanson est également jouée pour la sortie de la série 1, épisode 5 de The Imperfects. Le 1er février 2022, le groupe annonce la date de sortie de son premier album, Growing Up, parallèlement à la sortie du single du même nom. Growing Up sort le 8 avril 2022 avec des critiques généralement positives. Le morceau Racist, Sexist Boy est nommé pour la meilleure chanson au Kerrang! Awards 2022.
Le groupe se produit au 22e Festival de musique et d'arts de Coachella Valley en avril 2023 et au 95e Scripps National Spelling Bee en mai 2023 dans le Maryland où elles sont les premiers à se produire lors de l'événement. Le groupe ouvre pour Paramore lors de sa tournée d'été 2023.

## Membres du groupe
Le groupe est composé d'Eloise Wong (basse, guitares, chant), Bela Salazar (guitares, chant), Lucia de la Garza (guitare, chant) et Mila de la Garza (batterie, chant). Lucia et Mila sont sœurs et filles de l'ingénieur musical et producteur Carlos de la Garza. Le père d'Eloise est Martin Wong, cofondateur de Giant Robot ; Eloise est également la cousine de Lucia et Mila. Les noms de scène, les dates de naissance et les rôles des membres du groupe sont les suivants, :
| Nom               | Nom de scène     | Date de naissance (âge) | Rôle                  |
| ----------------- | ---------------- | ----------------------- | --------------------- |
| Bela Salazar      | Linda Linda no 1 | 16 septembre 2004       | Guitariste, chanteuse |
| Éloïse Wong       | Linda Linda no 2 | 11 février 2008         | Bassiste, chanteuse   |
| Lucie de la Garza | Linda Linda no 3 | 14 janvier 2007         | Guitariste, chanteuse |
| Mila de la Garza  | Linda Linda no 4 | 15 août 2010            | Batteur, chanteuse    |

## Discographie

### Albums studios
| Titre         | Détails de l'album                                                                                   |
| ------------- | --- |
| Growing Up    | - Sortie : 3 juin 2022 - Label : Epitaph - Formats : CD, LP, téléchargement numérique, streaming     |
| No Obligation | - Sortie : 11 octobre 2024 - Label : Epitaph - Formats : CD, LP, Téléchargement numérique, streaming |

### EPs
| Titre            | Détails du PE |
| ---------------- | --- |
| The Linda Lindas | - Sortie : 16 décembre 2020 - Label : The Linda Lindas (independent) - Formats : téléchargement numérique, diffusion en continu |

### Singles
| Titre                                                                 | Année | Album   |
| --------------------------------------------------------------------- | ----- | ------- |
| Claudia Kishi                                                         | 2020  |         |
| Vote!                                                                 | 2020  |         |
| Oh!                                                                   | 2021  | Grandir |
| Nino                                                                  | 2021  | Grandir |
| Racist Sexist Boy                                                     | 2021  | Grandir |
| Tonite                                                                | 2022  |         |
| Groovy Xmas                                                           | 2022  |         |
| Too Many Things                                                       | 2023  |         |
| Resolution/Revolution                                                 | 2023  |         |
| Little Bit 'o Soul (extrait du film original d'Amazon Totally Killer) | 2023  |         |